# Campionati europei di cricket T10 femminile 2023
I Campionati europei di cricket T10 femminile 2023 si sono svolti dal 17 al 22 dicembre a Cártama, in Spagna: al torneo hanno partecipato cinque squadre. 

## Regolamento

### Formula
La formula ha previsto:
- Fase a gironi, disputata con girone all'italiana: la prima classificata accede alla finale, la seconda classificata all'elimination 2 e la terza e la quarta classificata all'elimination 1

## Torneo

### Fase a gironi

#### Risultati
| 17 dicembre 2023 Cartama Oval, Cártama | Spagna      | 73/1 - 81/5   | Austria     | Austria vince di 8 runs         |
| 17 dicembre 2023 Cartama Oval, Cártama | Paesi Bassi | 97/5 - 86/7   | Italia      | Paesi Bassi vince di 11 runs    |
| 17 dicembre 2023 Cartama Oval, Cártama | Inghilterra | 44/0 - 43/8   | Austria     | Inghilterra vince di 10 wickets |
| 17 dicembre 2023 Cartama Oval, Cártama | Spagna      | 56/6 - 130/0  | Paesi Bassi | Paesi Bassi vince di 74 runs    |
| 18 dicembre 2023 Cartama Oval, Cártama | Italia      | 26 - 93/3     | Inghilterra | Inghilterra vince di 67 runs    |
| 18 dicembre 2023 Cartama Oval, Cártama | Austria     | 59/9 - 159/1  | Paesi Bassi | Paesi Bassi vince di 100 runs   |
| 18 dicembre 2023 Cartama Oval, Cártama | Spagna      | 65/3 - 113/4  | Italia      | Italia vince di 48 runs         |
| 18 dicembre 2023 Cartama Oval, Cártama | Inghilterra | 103/2 - 59/4  | Paesi Bassi | Inghilterra vince di 44 runs    |
| 19 dicembre 2023 Cartama Oval, Cártama | Paesi Bassi | 161/2 - 43/4  | Spagna      | Paesi Bassi vince di 118 runs   |
| 19 dicembre 2023 Cartama Oval, Cártama | Italia      | 66/1 - 63/6   | Austria     | Italia vince di 9 wickets       |
| 19 dicembre 2023 Cartama Oval, Cártama | Spagna      | 50/3 - 99/1   | Inghilterra | Inghilterra vince di 49 runs    |
| 19 dicembre 2023 Cartama Oval, Cártama | Paesi Bassi | 108/4 - 106/2 | Italia      | Paesi Bassi vince di 2 runs     |
| 20 dicembre 2023 Cartama Oval, Cártama | Austria     | 28 - 132/0    | Inghilterra | Inghilterra vince di 104 runs   |
| 20 dicembre 2023 Cartama Oval, Cártama | Spagna      | 60/4 - 112/4  | Italia      | Italia vince di 52 runs         |
| 20 dicembre 2023 Cartama Oval, Cártama | Paesi Bassi | 137/0 - 47/5  | Austria     | Paesi Bassi vince di 140 runs   |
| 20 dicembre 2023 Cartama Oval, Cártama | Inghilterra | 101/7 - 107/3 | Italia      | Italia vince di 6 runs          |
| 21 dicembre 2023 Cartama Oval, Cártama | Spagna      | 42/3 - 147/3  | Inghilterra | Inghilterra vince di 105 runs   |
| 21 dicembre 2023 Cartama Oval, Cártama | Austria     | 57/6 - 61/0   | Italia      | Italia vince di 10 wickets      |
| 21 dicembre 2023 Cartama Oval, Cártama | Inghilterra | 99/3 - 98/8   | Paesi Bassi | Inghilterra vince di 7 wickets  |
| 21 dicembre 2023 Cartama Oval, Cártama | Spagna      | 95/4 - 95/4   | Austria     | Spagna vince al Golden Ball     |

#### Classifica
| Pos. | Squadra     | Pt | G | V | P | NRR    |
| ---- | ----------- | -- | - | - | - | ------ |
| 1.   | Inghilterra | 28 | 8 | 7 | 1 | +5.940 |
| 2.   | Paesi Bassi | 23 | 8 | 6 | 2 | +4.758 |
| 3.   | Italia      | 21 | 8 | 5 | 3 | +1.485 |
| 4.   | Spagna      | 4  | 8 | 1 | 7 | -5.675 |
| 5.   | Austria     | 4  | 8 | 1 | 7 | -6.853 |

      Qualificata in finale
      Qualificata all'eliminator 1
      Qualificata all'eliminator 2

### Fase a eliminazione diretta
|  | Play-off | Play-off | Play-off |             |       | Semifinali  | Semifinali | Semifinali |  |  | Finale | Finale | Finale |  |
|  |          |          |          |             |       |             |            |            |  |  |        |        |        |  |
|  |          |          |          |             |       | 3           | Italia     | 68/7       |  |  |        |        |        |  |
|  |          |          |          |             |       | 3           | Italia     | 68/7       |  |  |        |        |        |  |
|  |          |          | 2        | Paesi Bassi | 94    |             |            |            |  |  |        |        |        |  |
|  | 3        | Italia   | 2        | Paesi Bassi | 94    | 74/2        |            |            |  |  |        |        |        |  |
|  | 3        | Italia   |          |             |       |             |            |            |  |  |        |        |        |  |
|  | 4        | Spagna   | 72/3     |             |       |             |            |            |  |  |        |        |        |  |
|  | 4        | Spagna   | 72/3     |             | 2     | Paesi Bassi | 105/4      |            |  |  |        |        |        |  |
|  |          |          |          |             |       |             |            |            |  |  |        |        |        |  |
|  |          |          | 1        | Inghilterra | 122/5 |             |            |            |  |  |        |        |        |  |

#### Risultati fase eliminazione diretta
| 22 dicembre 2023 Cartama Oval, Cártama | Italia      | 74/2 - 72/3   | Spagna      | Italia vince di 8 wickets    |
| 22 dicembre 2023 Cartama Oval, Cártama | Paesi Bassi | 94 - 68/7     | Italia      | Paesi Bassi vince di 26 runs |
| 22 dicembre 2023 Cartama Oval, Cártama | Inghilterra | 122/5 - 105/4 | Paesi Bassi | Inghilterra vince di 17 runs |